# Dorcas Ndasaba
Dorcas Ndasaba (ur. 31 marca 1971 w Nairobi) – siatkarka, reprezentantka Kenii. Gra w zespole Kenya Commercial Bank na pozycji przyjmującej.
Uważana jest za najlepszą zawodniczkę reprezentacji Kenii, z którą występowała na Igrzyskach Olimpijskich, Pucharze Świata, Mistrzostwach Świata i Mistrzostwach Afryki. W 2007 roku została wybrana najlepszą zawodniczką afrykańskiego czempionatu, zaś na mistrzostwach w 2003 roku została najlepiej atakującą zawodniczką imprezy.